# Thessaloniké
Thessaloniké (en grec ancien : Θεσσαλονίκη / Thessaloníkē, « la Victoire de Thessalie ») est la fille de Philippe II et de l'une de ses épouses, la Thessalienne Nikésipolis de Phères, nièce du tyran Jason de Phères. Elle est par son père, la demi-sœur d'Alexandre le Grand et la demi-sœur de Philippe III. Après la mort de ce dernier, elle épouse Cassandre, régent puis roi de Macédoine, ce qui permet à ce dernier de légitimer sa revendication au trône de Macédoine.
Cassandre décida de baptiser en son honneur la cité de Thessalonique.

## Biographie
Née en -351, son nom, Thessalonike, peut célébrer la date anniversaire de la victoire remportée par son père lors de la bataille du Champ de Crocus l'année précédente.
En -316, Cassandre profite de l'exécution d'Olympias pour épouser cette demi-sœur d'Alexandre le Grand et ainsi entrer dans la dynastie argéade. 
L'année suivante, Cassandre fonde la cité de Thessalonique en son honneur. Elle devient reine de Macédoine lorsqu'en -305, Cassandre revendique le titre de roi. De son union avec l'Antipatride naissent Philippe IV, en -315, puis Alexandre V et Antipater.
À la mort de l'aîné, Thessaloniké veille au partage de la royauté entre ses deux fils cadets, mais en -295, elle est assassinée par Antipater.